# Црква Преподобног Харитона у Клинцима
Црква Преподобног Харитона у Клинцима или Светог Лесандра (Александра), храм је из 16.-17. вијека и припада Mитрополији црногорско-приморској Српске православне цркве.
То је једна од пет православих црквава у Клинцима и посвећена је преподобном Харитону Исповједнику. Остале четири су посвећене Светом Сави, Светом Пантелејмону, архангелу Михаилу и Светом Трифуну. Туристичка мапа 89 цркава општине Херцег Нови, ову цркву смјешта у Клинце, док је парох луштички Никола Урдешић наводи као једну од четири цркве у Забрђу. Назив мјеста Клинци је у вези са презименом Клинчићи из 14. вијека, из доба краља Твртка. Храм је грађен од камена. Зид црквеног дворишта је сухозид. На јужном и сјеверном зиду храма нема прозора, а на полукружној олтарској апсиди је један прозор. Изнад врата је звоник на преслицу са једним звоном. Из дворишта цркве се види дио Бококоторског залива.
Занимљивост везана за цркву је њено име. У народу је сачуван назив за цркву и Св. Лесандар - Александар. У Љешевићима исто постоји црква Св. Харитона, коју народ зове Св. Лесандром. У антропогеографској студији „Бока” свештеника Саве Накићеновића пише: „Из Декрета дужда Фрања Фоскари од 11. јула 1446. године, види се какви су односи били и давани напутци да се из Луштице протјерају православни свештеници. У декрету истога дужда од 22. маја 1455. године, који је био упућен которском бискупу Бернарду, наређује се поред осталог да се истоме бискупу свака помоћ даде, да може српско-православне свештенике истријебити. И да се православни натјерају, нек се одрекну земаља, винограда и маслина, особито ових цркава: Светог Михаила и Свете Марије у Превлаци; Светог Гаврила и Светог Петра у Богдашићима; Светог Александра у Љешковићима; Светог Луке и Светог Николе на Луштици. И свију других цркава и црквица које је митрополит под собом држао у селима предреченим, и у другим мјестима Боке“. У овом случају Св. Александар се повезује са Преп. Харитоном, а у другим случајевима се име Лука повезује са именом Александар. Манастир Светог Александра у Орошу, док је био православни, био је посвећен Ивањдану. Двојност назива ових цркава је у могућој вези са политичким преплитањима интереса православне и римокатоличке цркве на истом простору.

## Галерија
- Поглед на дио Боке которске, у близини цркве
- Сухозид као зид црквене порте
- Поглед на манастир Савину